# Andrzej Englert

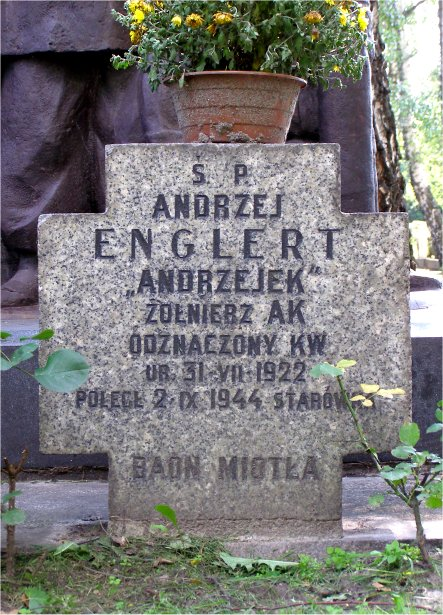
Grób na Powązkach Wojskowych

Andrzej Adam Englert, ps. „Andrzejek” (ur. 31 lipca 1922 w Warszawie, zm. 2 września 1944 tamże) – plutonowy podchorąży, żołnierz Batalionu „Miotła” Armii Krajowej, powstaniec warszawski.

## Życiorys
Urodził się w rodzinie Adama i Wandy z Rotwandów (1892–1962). Był bratem Józika Jana (1919–1920) oraz Juliusza Ludwika – rotmistrza WP, żołnierza batalionu AK „Wigry", oficera 2 Korpusu Polskiego. Przed wojną należał do harcerstwa. W 1936 uczestniczył w kursie organizowanym przez Komendę Hufca Śródmieście w Warszawie.
Podczas okupacji niemieckiej działał w polskim podziemiu zbrojnym. Od października 1941 żołnierz Armii Krajowej. W 1942 ukończył kurs w konspiracyjnej szkole podchorążych rezerwy piechoty. W powstaniu warszawskim walczył w szeregach baonu „Miotła”. Początkowo na Woli, później zaś na Starym Mieście. Od 12 sierpnia w szeregach kompanii Kedywu Kolegium „A”. Zginął ok. 2 września 1944 w szpitalu „Pod Krzywą Latarnią” przy ul. Podwale 25 na Starym Mieście, najprawdopodobniej zamordowany przez żołnierzy niemieckich. Po wojnie ekshumowany i pochowany w kwaterach żołnierzy batalionu „Miotła” na Cmentarzu Wojskowym na Powązkach (kwatera 2A24-5-25).
Dwukrotnie pośmiertnie odznaczony Krzyżem Walecznych.